# 旅行者2号
旅行者2号（英語：Voyager 2）是一艘於1977年8月20日發射的美國太空總署無人星際太空船，截至2020年依然正常運作，是有史以來運作時間最久的太空探測器。截至2023年8月16日止，航海家2號正處於離太陽133.49 AU（2.00×1010 km）的位置。它與其姊妹船旅行者1號基本上設計相同。不同的是旅行者2號循一個較慢的飛行軌跡，使它能夠保持在黃道（即太陽系眾行星的軌道水平面）之中，藉此在1981年的時候透過土星的引力加速飛往天王星和海王星。正因如此，它並沒有像它的姊妹旅行者1號一樣能夠如此靠近土衛六。但它因此而成為了第一艘造訪天王星和海王星的太空船，完成了藉這個176年一遇的行星幾何排陣而造訪四顆氣體巨行星的機會。
旅行者2號被認為是從地球發射的太空船中最多產的一艘太空船，皆因在美國太空總署對其後的伽利略號和卡西尼-惠更斯號等的計劃上收緊花費之下，它仍能以強大的攝影機及大量的科學儀器造訪四顆氣體巨行星（木星、土星、天王星、海王星）及其衛星。

## 任務概要
旅行者2號最初計劃屬於水手計劃裡的水手12號太空船。它在1977年8月20日於佛羅里達州的卡納維爾角，被搭載在一枚泰坦3號E半人馬座火箭上發射升空。由於地面的工作人員忘記傳送一個重要的啟動代碼到旅行者2號，使太空船關閉了船上的高增益天線。幸好地面的工作人員最終成功與船上的低增益天線取得聯絡，並重新啟動船上的高增益天線。

## 發射和軌道

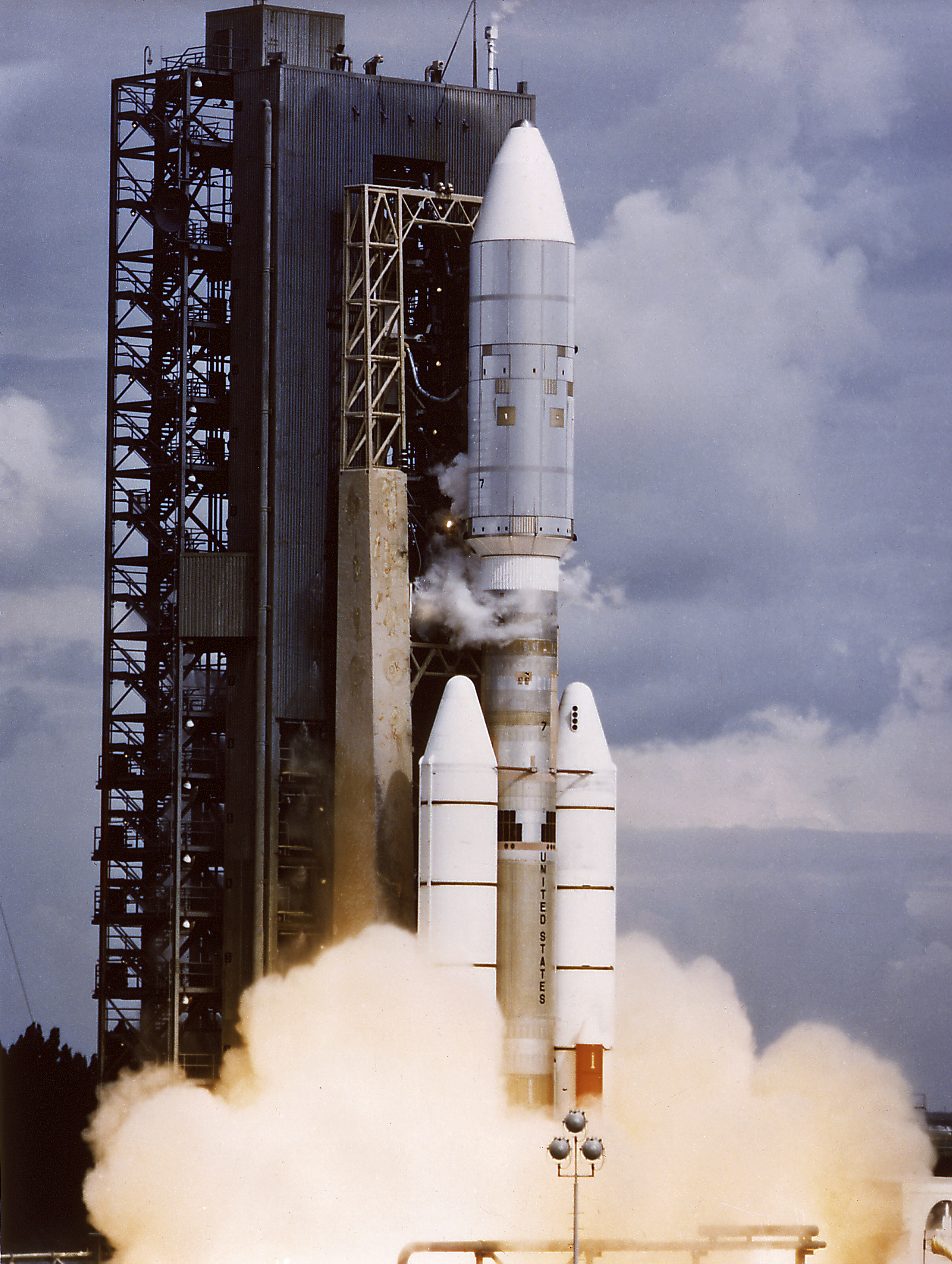
在1977年8月20日，由泰坦三E運載火箭/半人馬座火箭發射升空的旅行者2號。
旅行者2號主要使命的軌道。
繪圖显示旅行者2號針對其離太陽的距離的日心速度，說明利用木星，土星和天王星的重力協助，以加速飛船。為了觀察海衛一(TRITON)，“旅行者2號”越過海王星北極導致增加在出黃道平面的速度和減少遠離太陽的速度。[3]

### 拜訪木星
旅行者2號在1979年7月9日最接近木星，在距離木星雲頂570,000公里（350,000英里）處掠過。這次拜訪多發現了幾個環繞木星的環，並拍攝了一些木衛一的照片，顯示木衛一上有火山活動。
木星是太陽系裡最大的行星，主要由氫及氦組成，及小量的甲烷、氨、水蒸氣和其他合成物。而中央則是一個由矽酸鹽岩石和鐵組成的核。木星上顏色多姿多彩的雲層，顯示了木星大氣層裡變幻莫測的天氣。而木星亦擁有暫時為止最多的天然衛星共67個。木星的公轉周期是11.8年，自轉周期則是9小時55分鐘。
雖然天文學家透過望遠鏡研究了這個行星好幾個世紀，但旅行者2號的發現仍然為科學家們帶來驚訝。例如木星大氣層上著名的大紅斑風暴被發現了是一個以逆時針方向轉動的複雜風暴系統，同時亦發現了一些細小的風暴和旋渦。
木衛一：上發現了活火山是另一樣震驚科學家們的發現。這是因為科學家們首次在太陽系的其他星體裡發現了仍然活躍的火山活動。旅行者2號這次總共觀測了木衛一上九座火山的爆發，亦証實了在兩艘旅行者太空船的造訪期發生的其他火山爆發。火山爆發造成的煙霧被噴射至離開木衛一表面300公里（190英里）以上的高空。而從火山爆發噴射出的物質速度更高達每秒一公里。木衛一上的火山爆發能量可能來自其與木星、木衛二和木衛三之間的潮汐力。由於這三顆衛星被鎖定於拉普拉斯共鳴軌道上，即木衛一公轉兩次、木衛二就會公轉一次；而當木衛二公轉兩次，木衛三又會公轉一次。雖然木衛一總是以一面對著木星，但木衛二和木衛三讓其產生輕微的搖擺。這種搖擺力量作用大得使木衛一彎曲達100米（330英呎），對比地球上卻只有1米（3英呎）而已。木衛一上的火山活動亦影響了整個木星系統，它的影響力遍及木星的磁圈。硫酸、氧 鎂及鈉顯然地隨木衛一上的火山噴出，並衛星的表面亦受到高能量的粒子影響而被噴濺。這些噴濺甚至到達了木衛一的磁圈邊界，離開其表面數百萬英里之遠。
木衛二：從旅行者1號的低解像度照片中可以看到了其表面出現了蹤橫交錯的纹理。最初，科學家們相信那些纹理是源自地殼移動或地殼構造活動而成的裂紋。但其後從旅行者2號提供的高解像度照片卻讓科學家們感到懊惱，皆因那些特徵卻又欠缺了地形學上的輪廓。正如其中一位科學家形容說：「那些特徵就像是一枝粗頭墨水筆畫上去一樣」。造成如此的紋路，有可能是因為木衛二亦同樣受到了潮汐力影響，使其內部出現了如木衛一百分之十或以下的摩擦力及熱力。一般認為木衛二有一薄的冰造的地殼（少於30公里或18英里），下藏一個深約50公里（30英里）的海洋。
木衛三：是太陽系裡最大的天然衛星，其直徑達5,276公里（3,280英里）。這趟旅程証實了木衛三上有兩種明顯的地形：多坑及多深構。科學家們認為木衛三的冰地殼正受到地殼構造活動等的張力影響。
木衛四：地殼上殘留的古老隕石坑則顯示了很多被隕石撞擊過的痕跡。最大的隕石坑顯然地因地殼上的冰層移動而隨時間被填去，因為在滿佈撞擊痕跡的盆地上幾乎沒有任何顯然而見的地形特徵殘留。這是撞擊痕跡之所以被確認是因為剩下了較淺的顏色及留下了減退了的環形山。
木星被發現擁有一個暗淡而粉狀的環。環的外邊距離木星中心129,000公里（80,000英里），而內裡的邊界則距離木星中心30,000公里（18,000英里）。 同時，這趟旅程亦發現了木衛十五和木衛十六兩顆細小的衛星，剛好在木星環的外圍運行。而第三顆新發現衛星木衛十四則夾在木衛五和木衛一中間的軌道運行。
木星的環和其衛星都出現在其密集而滿佈電子和離子輻射帶的磁場之中。這些粒子和磁場組成了木星的磁圈，向太陽方向伸延3至7百萬公里，並伸延到至少到達土星的軌道，即7.5億公里（4.6億英里）之外。由於磁圈會跟隨木星轉動，磁圈會掃過木衛一並同時每秒鐘剝去一公噸的物質。這些物質會形成一個在紫外光下才看見的環形離子雲，這團離子雲會向外移動，使木星的磁圈比正常的大出兩倍。一些精力旺盛的硫酸和氧離子會墮進了這個磁場繼而進入了木星的大氣層之中，形成了極光。
當木衛一橫過木星的磁場時，它就活像一個發電機，發展出400,000伏特的電壓橫跨其直徑並同時製造出約3百萬安培的電流，由磁場流到木星的電離層。
旅行者2號最終造訪了木星好幾天後離開，並對木星拍攝了很多照片。
- “旅行者2號”飛掠木星期間拍攝到的大紅斑。
- 木衛一跨越木星，1979年7月9日。
- “旅行者2號”拍攝的木衛一上一座火山的噴發。
- 木衛二的彩色馬賽克。

- 木卫三的彩色馬賽克。
- 在100萬公里的距離拍攝的木衛四。
- 飛掠期間拍攝的一個微弱的木星環。
- 木星大氣噴發事件。

### 拜訪土星
旅行者2號在1981年8月25日最接近土星。當太空船處於土星後方時（相對地球而言），它以雷達對土星的大氣層上部進行探測，並量度了氣溫及密度等資料。旅行者2號發現高層位置（氣壓相當於7百帕時）的氣溫為70 K（−203 °C），而在低層位置（氣壓相當於120百帕）則量度出143K（−130 °C）。北極會多冷10K，但仍會出現季節性變化。
掠過土星後，船上的拍攝平台有點卡住了，使前往天王星和海王星的任務產生變數。幸好，地面的工作人員最終把問題解決，那是因為過度使用而令潤滑油暫時耗盡。最終太空船仍是接到繼續前進的指令，前往天王星。
- 旅行者2號拍下的土星。
- 北土星極地拍攝的照片，使用橙色和UV過濾器。
- 土衛二的彩色照片顯示廣泛不同年齡的地表。
- 土衛三的隕石坑表面，在594,000公里距离。

- 从230萬公里距离拍攝的土衛六大氣層。
- 土衛六的太陽掩星，從90萬公里。
- 明暗两种色调的土衛八，於1981年8月22日拍攝。
- 觀察到的土星環的“輻條”特點。

### 拜訪天王星
旅行者2號在1986年1月24日最接近天王星，並旋即發現了10個之前未知的天然衛星。另外太空船亦探測了天王星由其自轉軸傾斜97.77°緣故而獨特的大氣層，並觀察了他的行星環系統。在這首次的掠過之中，最接近天王星時只距離天王星的雲層頂部81,500公里（50,600英里）而已。
天王星是太陽系裡第三大的行星，它於距離太陽約28億公里（17億英里）的距離圍繞太陽公轉。其公轉周期是84年，自轉周期則是17小時14分鐘。天王星的自轉獨特在於它實際上是傾倒在其軌道滾動，一般認為這個不尋常的位置是由於在太陽系的形成早期曾與一顆行星大小的星體碰撞過的緣故。由於它的奇怪定位，使它的兩極會分別接受長達42年的白晝或晚上，所以科學家們都不知道會在天王星上發現到些什麼。
旅行者2號發現了其中一樣因天王星的傾斜位置而對其傾斜了60度的磁場的影響，就是其磁尾因天王星的轉動而被扭曲成為了一個螺旋形，出現在天王星的後方。不過其實在它到訪之前，人們對天王星擁有磁場並不知情。
天王星的輻射帶被發現如土星的一樣密集。輻射帶裡輻射的密集程度，會令光線把任何困在衛星或環裡冰面上的甲烷迅速地（在100,000年以內）變暗。這樣解釋了為什麼為什麼天王星的衛星及環大部份都以灰色為主。
在日光直射的一極檢測到一些高層次的霧，發現這些霧幫助散播大量的紫外光，這個現象稱之為「日輝」。其平均溫度是60K（-350 °F）。令人驚訝的是，即使是被照射的一極和黑暗的一極，在整顆行星上的雲頂氣溫幾乎一致。
在五顆最大的天然衛星中運行軌跡最靠近天王星的天衛五，展示出它是太陽系中最奇怪的星體之一。當旅行者2號飛過時，從拍攝回來的詳細照片中看到其表面上有一些深達20公里（12英里）的峽谷、隆起的斷層和新舊年齡混合的地表。有理論指天衛五可能是把早期一些猛烈撞擊後破裂的物質重新組合而成。
太空船同時亦觀測了九個已知的天王星環，顯示出天王星環與木星環和土星環截然不同。整個星環系統相對地較新，並非與天王星形成時一起形成。星環裡的組成粒子有可能是一顆因高速撞擊或被潮汐力撕碎的衛星碎片而形成。
- 旅行者2號拍攝的天王星。
- 离开时最後一張拍攝天王星的照片。
- 天衛五的裂縫表面。
- 天衛一照片，在13萬公里距离。

- 天衛三合成顏色彩色照片，從50萬公里距离。
- 天衛二，從550,000公里拍攝。
- 天王星環。

### 拜訪海王星
旅行者2號在1989年8月25日最接近海王星。由於這是旅行者2號最後一顆能夠造訪的行星，所以決定將它的航道調校至靠近海衛一一點，不再理會飛行軌跡，就像旅行者1號完成造訪土星後不理飛行軌跡靠近土衛六一點進行研究一樣。
太空船發現了海王星的大黑斑，後來在哈勃太空望遠鏡於1994年再次觀測時卻消失了。最初被認為是一片大的雲，但後來卻被認為是雲層上一個空洞。
經過旅行者2號造訪海王星後，冥王星是當時唯一一個仍然未被任何從地球飛來的太空船造訪過的行星。但後來在國際天文聯會重新定義行星後，冥王星被降級為一顆矮行星。因此，旅行者2號在1989年飛掠過海王星後，使太陽系中所有行星都至少被人造太空船探訪過一次。
- 旅行者2號拍攝的海王星。
- 在旅行者2號掠过三天后的海王星和海衛一
- 旅行者2號拍攝的海卫五。
- 海卫七佈滿隕石坑的表面。

- 海卫八的黑暗表面。
- 旅行者2號拍攝的海衛一。
- 在氣態海王星上拍攝到的卷雲。
- 從280,000公里处的海王星環掩星。

## 離開太陽系后的星際使命
由於旅行者2號的探訪行星任務已經完結，旅行者1號被美國太空總署形容為進行星際探索任務，用以查找在太陽圈外的太陽系究竟是怎樣的。一般相信旅行者1號已經2004年12月飛越了終端震波區域，現時正身處在日鞘之中。每一艘旅行者太空船均攜帶著一片旅行者金唱片，以備當太空船被外太空智慧生物捕獲時可與他們溝通。唱片中載有地球上的映像及各種生物、一些科學資料和一首組曲「地球之聲」。曲中收錄了諸如鯨魚、嬰兒哭聲、海浪拍打聲及不同種類的音樂。

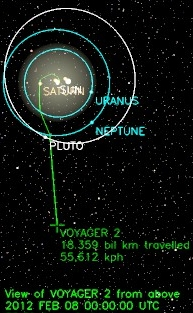
2012年2月8日的飛船倣真視圖，倣真視圖顯示了“旅行者2號”自發射以來的軌跡。

地圖顯示“先驅者10號”，“先驅者11號”，“旅行者1號”和“旅行者2號”飛船位置和軌跡，时间為2007年4月4日。

在2006年9月5日，旅行者2號正處於距離太陽80.5個天文單位（大約相当于12垓米）左右，深入於黃道離散天體之中，並正以每年3.3天文單位的速度前進。在這個距離是太陽與冥王星之間的距離兩倍，並比塞德娜的近日點較遠，但仍未超越鬩神星的軌道最遠處。
航海家二號於2007年八月跨越終端震波並進入日鞘。
旅行者2號將會繼續傳送訊號直至2020年代為止。
| 年份           | 因電力有限而停止操作的功能                                                                         |
| -------------- | -------------------------------------------------------------------------------------------------- |
| 1998           | 停止掃描平台及紫外線觀測                                                                           |
| 2007           | 停止磁帶錄音機運作（由於在2002年6月30日，等離子波子系統（PWS）上的高波形接收器失敗故障而不再需要） |
| 2008           | 停止行星無線電天文實驗（PRA）                                                                      |
| 2015           | 停止陀螺儀運作                                                                                     |
| 大約2020       | 開始儀器間共享電力                                                                                 |
| 大約2025或之後 | 無法啟動任何單一儀器                                                                               |

## 現況
航海家2號目前正以每秒160位元的速度傳送科學數據。低耗能的帶電粒子儀器目前正處於運轉狀態並且正傳送帶電粒子數據回地球，這些數據讓我們能研究日鞘和終端震波。和航海家2號交換的遙測數據資料公布在航海家任務每周報告 （页面存档备份，存于）。航海家2號目前位置的資料可在天堂之上 （页面存档备份，存于）找到。目前twitter上有航海家2號以光速行進時間表示對地球距離的現況記錄。
2006年11月30日，向航海家2號發射的測距儀指令受到船上電腦錯誤的解碼—在無預警的錯誤下—也就是一個開啟磁力計電熱器的指令。這個電熱器持續的開啟直到了2006年12月4日，在那段時間裡導致了130°C（266 °F）的高溫，超過了磁力計設計上的忍受範圍，而且一個感應器旋轉出了正確方位。儘管目前正在作出努力，這不可能完全的診斷並更正航海家2號磁力計的損壞。
2007年3月27日止，航海家2號正位於距離太陽82.30個天文單位，每年以3.28個天文單位（約每秒15.56公里）的速度遠離太陽系。有關航海家2號的無線電追蹤資料，可以參閱航海家每星期報告。
2011年2月22日，航海家2號距離太陽94.619個天文單位，位於赤經19.879，赤緯−53.88°，從地球上看來是朝向望遠鏡座的方向。
2010年4月22日，航海家2號遭遇到科學數據格式的問題並且於5月7日由美聯社報導出來。
2010年5月17日，噴射實驗室的工程師透露出太空船上的電腦產生亂碼而導致了這個事件，並且計畫在5月19日重設電腦位元。
2010年5月23日，航海家2號在工程師修復亂碼之後恢復傳送科學數據。一些儲存於記憶體的研究資料由於亂碼的問題而受到限制或無法使用。
2018年12月10日，美國國家航空暨太空總署确认，旅行者2号已于2018年11月5日离开太阳系，成为第二个进入星际空间的人造物体。
2020年10月30日，位於澳洲坎培拉深太空通訊設施（Canberra Deep Space Communication Complex）裡面的DSS-43碟形天線歷經8個月停機進行升級大修工程後，恢復發送指令給航海家2號，並且於34小時48分鐘後收到回應。
2023年8月，因NASA誤發指令，造成航海家2號與地面失去聯繫，科學家們用盡各種手段，費盡37小時後，終於在茫茫宇宙中重新找回探測器，和遠在190億公里外的航海家2號恢復通訊。

## 外部連結
- 官方网站
- NASA歷年任務之旅行者号頁面
- 旅行者2号的X（前Twitter）